# Želva Berlandierova
Želva Berlandierova (též želva texaská, Gopherus berlandieri) je druh želv z rodu Gopherus. Jde o menší suchozemskou želvu obývající pouštní oblasti na pomezí Spojených států amerických a Mexika.

## Chov v zoo
Jedná se o velmi vzácně chovaný druh. V rámci evropských zoo je chován jen v pěti zařízeních. Po jednom zařízení se jedná v Německu, Rakousku a Polsku. V Česku chová želvu Berlandierovu Zoo Plzeň a Zoo Praha. Právě ze Zoo Praha pocházejí všechna zvířata ve všech ostatních čtyřech institucích.

### Chov v Zoo Praha
Chov tohoto druhu započal v roce 2007. V roce 2010 byl zaznamenán první odchov, který byl zároveň prvním evropským odchovem této želvy. Podařil se již odchov v druhé generaci. Celkem se do roku 2017 vylíhlo a bylo odchováno 95 mláďat. Ke konci roku 2017 bylo chováno 13 jedinců, z toho sedm v průběhu tohoto roku odchovaných. V průběhu roku 2018 se podařilo odchovat devět mláďat. Na konci roku 2018 bylo chováno 16 jedinců. V červnu 2019 se vylíhla dvě mláďata, za celý rok 2019 bylo odchováno 10 mláďat. Další mládě přišlo na svět v červenci 2020. Zoo v souvislosti s tím uvedla, že pokračuje stav, kdy je jedinou evropskou zoo, která tento druh rozmnožuje. Další tři mláďata byla navíc evidována v červenci téhož roku.
Druh je chován v pavilonu šelem a plazů v dolní části zoo, konkrétně v expozici Sonora.